# Callosciurus
Callosciurus là một chi động vật có vú trong họ Sóc, bộ Gặm nhấm. Chi này được Gray miêu tả năm 1867. Loài điển hình của chi này là Callosciurus prevostii (Desmarest, 1822). Chúng được tìm thấy chủ yếu ở Đông Nam Á, mặc dù một vài loài cũng xuất hiện ở Nepal, đông bắc Ấn Độ, Bangladesh và miền nam Trung Quốc.

## Các loài
Chi này có khoảng 15 loài và hơn 60 phân loài Chiều dài của chúng trong khoảng 13 và 27 cm (5,1 và 10,6 in), không kể phần đuôi dài 13 đến 27 cm (5,1 đến 10,6 in). Hầu hết chúng có màu nâu-ô lui xỉn đến xám và nhiều loài có các sọc màu nhạt và tối bên hông, nhưng một vài loài có rất nhiều màu.
- Callosciurus adamsi
- Callosciurus albescens
- Callosciurus baluensis
- Callosciurus caniceps
- Callosciurus erythraeus - Sóc bụng đỏ
- Callosciurus finlaysonii - Sóc mun
- Callosciurus inornatus
- Callosciurus melanogaster
- Callosciurus nigrovittatus - Sóc sọc hông bụng xám
- Callosciurus notatus - Sóc sọc hông bụng hung
- Callosciurus orestes - Sóc khoang Borneo
- Callosciurus phayrei - Sóc Phayre
- Callosciurus prevostii
- Callosciurus pygerythrus - Sóc Irrawaddy
- Callosciurus quinquestriatus - Sóc Anderson

## Hình ảnh

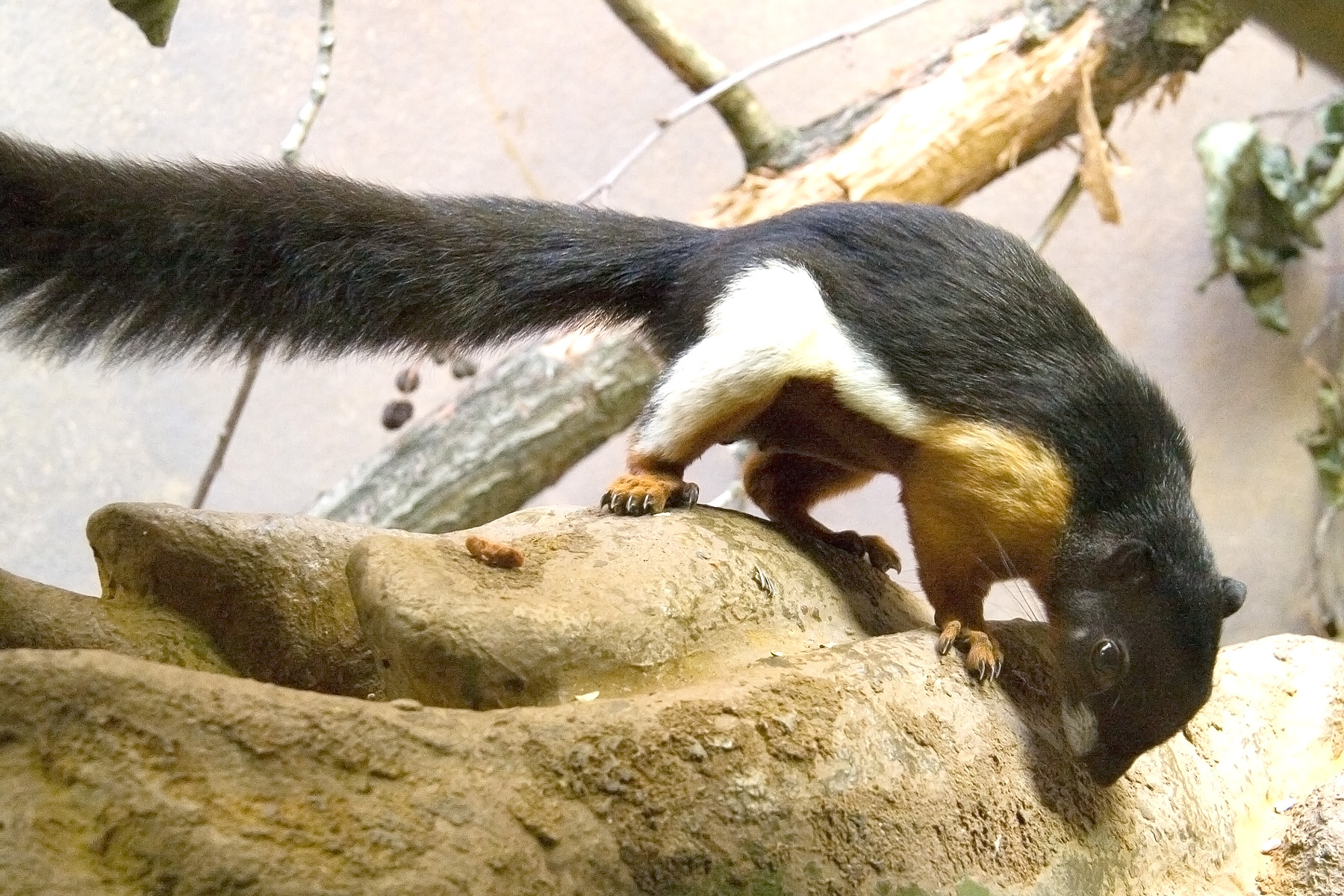
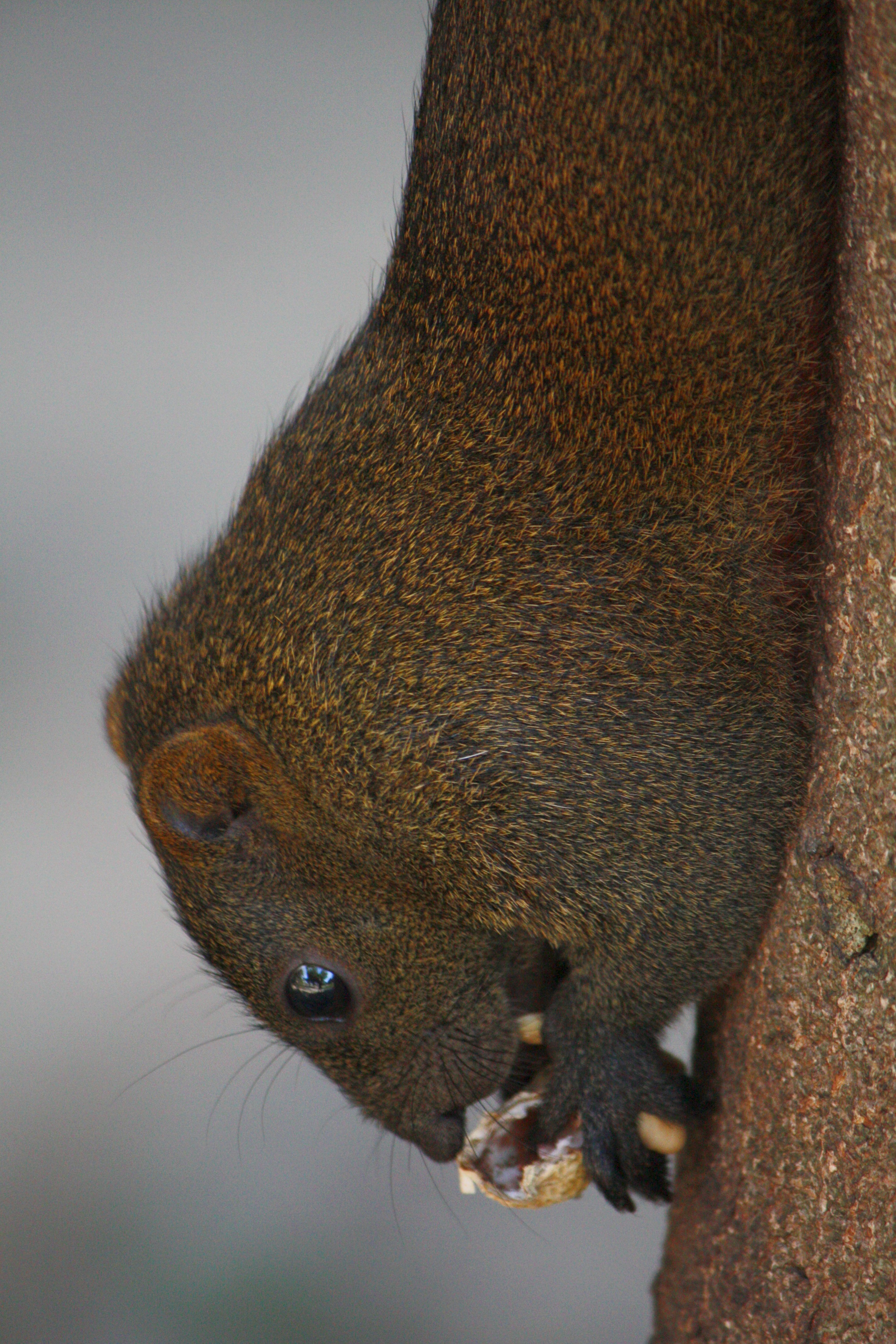
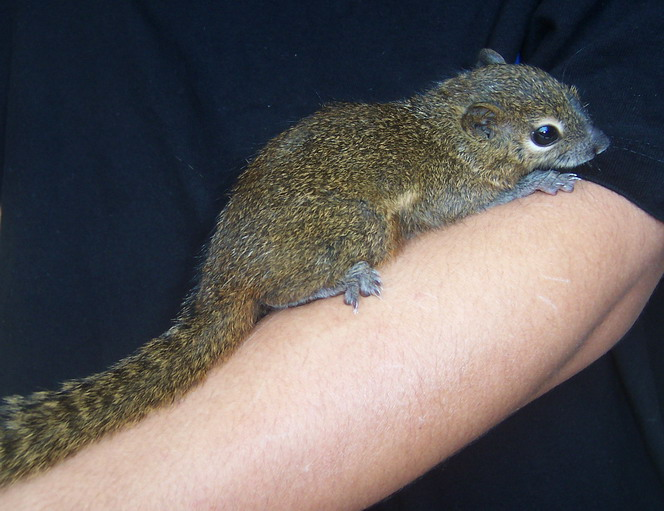
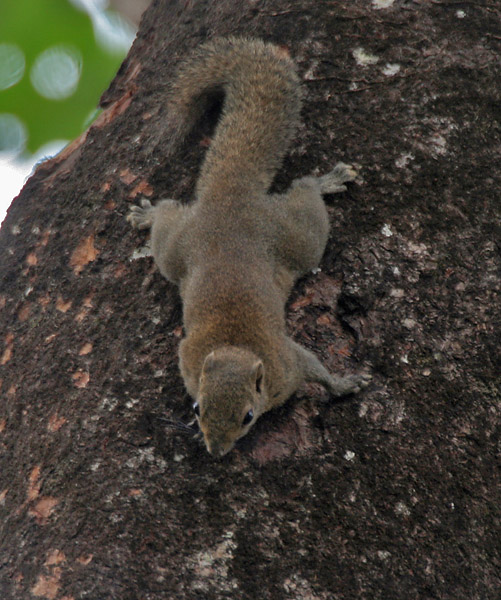